# Beaumont-en-Cambrésis
Pour les articles homonymes, voir Beaumont.
Beaumont-en-Cambrésis est une commune française située dans le département du Nord, en région Hauts-de-France.
Ses habitants sont appelés les Beaumontois, Beaumontoises.

## Géographie

### Localisation
Beaumont-en-Cambérsis, situé sur une hauteur culminant à 70 mètres dominant  les plaines fertiles du Cambrésis, est séparé d'Inchy par un ravin où se forme un affluent de l'Erclin. Elle se trouve à 17 km au sud-est de Cambrai, 26 km au sud de Valenciennes, 27 km de la frontière franco-belge, 51 km au sud-ouest de Mons, 40 km au sud-ouest de Maubeuge, 33 km au nord de Saint-Quentin et 42 km au nord-est de Péronne.
Elle est desservie par l'ancienne route nationale 43 (actuelle RD 643) qui relai Cambrai à Hirson et Charleville-Mézières.
La station de chemin de fer la plus proche est la gare de Caudry, desservie par des  trains TER Hauts-de-France, qui effectuent des missions entre les gares : de Saint-Quentin, ou de Busigny, et de Douai, voire de Lille-Flandres ; de Busigny et de Cambrai. Elle est également desservie par un train TER assurant un aller-retour quotidien entre Paris-Nord et Cambrai.

### Description
| Béthencourt | Viesly                |       |
| Caudry      | Beaumont-en-Cambrésis | Inchy |
|             | Troisvilles           |       |

### Hydrographie

#### Réseau hydrographique
La commune est située dans le bassin Artois-Picardie. Elle est drainée par l'Erclin,.
L'Erclin, d'une longueur de 34 km, prend sa source dans la commune de Maurois et se jette  dans l'Escaut canalisée à Thun-Saint-Martin, après avoir traversé 16 communes.

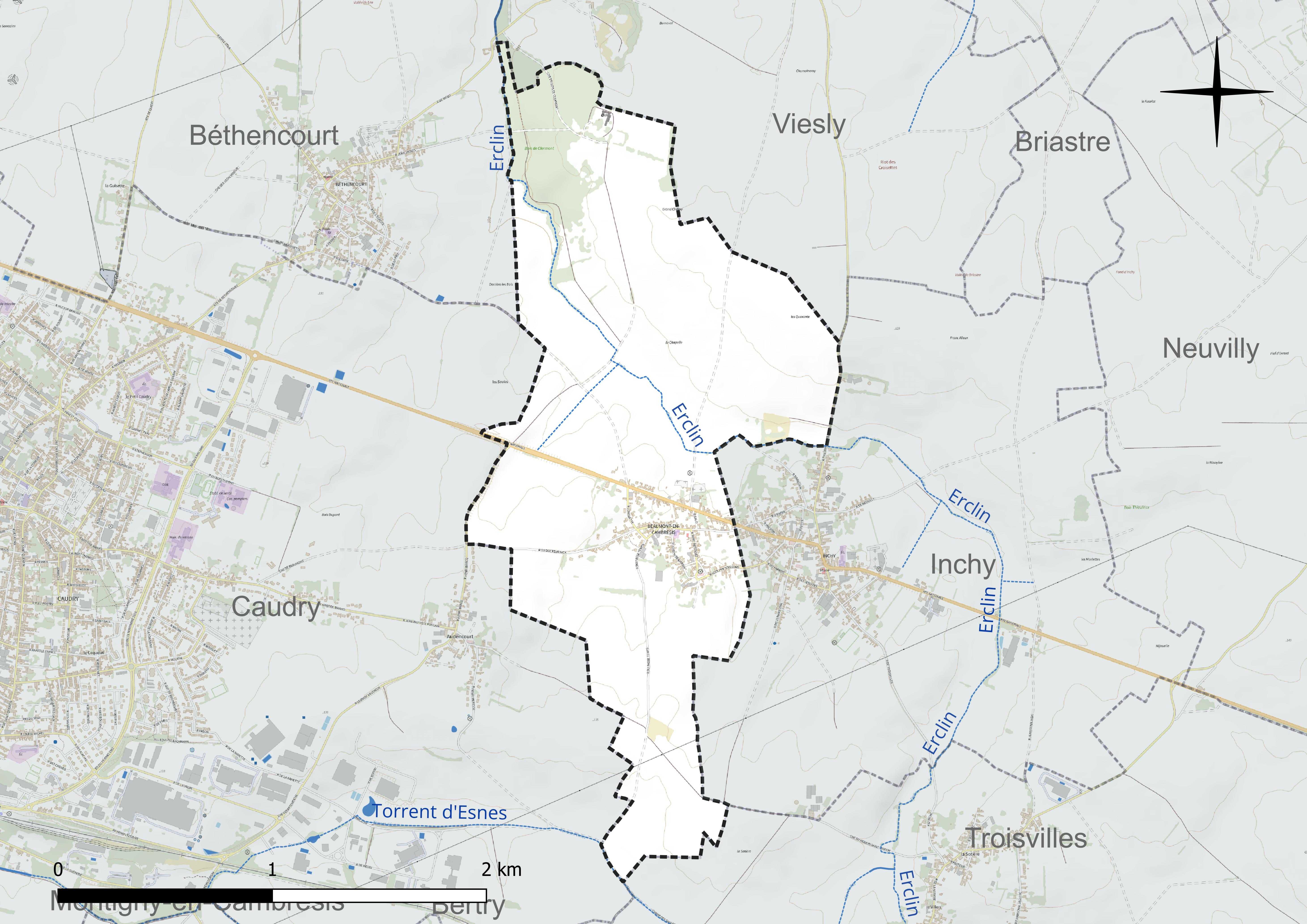
Réseau hydrographique de Beaumont-en-Cambrésis.

#### Gestion et qualité des eaux
Le territoire communal est couvert par le schéma d'aménagement et de gestion des eaux (SAGE) « Escaut ». Ce document de planification concerne un territoire de 2 005 km2 de superficie, délimité par le bassin versant de l'Escaut. Le périmètre a été arrêté le 9 juin 2006 et le SAGE proprement dit a été approuvé le 13 juillet 2021. La structure porteuse de l'élaboration et de la mise en œuvre est le syndicat mixte Escaut et Affluents (SyMEA).
La qualité des cours d'eau peut être consultée sur un site dédié géré par les agences de l'eau et l'Agence française pour la biodiversité.

### Climat
Pour des articles plus généraux, voir Climat des Hauts-de-France et Climat du Nord.
En 2010, le climat de la commune est de type climat océanique dégradé des plaines du Centre et du Nord, selon une étude du CNRS s'appuyant sur une série de données couvrant la période 1971-2000. En 2020, Météo-France publie une typologie des climats de la France métropolitaine dans laquelle la commune est exposée à un climat océanique altéré et est dans la région climatique Nord-est du bassin Parisien, caractérisée par un ensoleillement médiocre, une pluviométrie moyenne régulièrement répartie au cours de l'année et un hiver froid (3 °C).
Pour la période 1971-2000, la température annuelle moyenne est de 9,9 °C, avec une amplitude thermique annuelle de 15 °C. Le cumul annuel moyen de précipitations est de 765 mm, avec 12,5 jours de précipitations en janvier et 9,4 jours en juillet. Pour la période 1991-2020, la température moyenne annuelle observée sur la station météorologique la plus proche, située sur la commune d'Épehy à 26 km à vol d'oiseau, est de 10,6 °C et le cumul annuel moyen de précipitations est de 752,8 mm,. Pour l'avenir, les paramètres climatiques de la commune estimés pour 2050 selon différents scénarios d'émission de gaz à effet de serre sont consultables sur un site dédié publié par Météo-France en novembre 2022.

## Urbanisme

### Typologie
Au 1er janvier 2024, Beaumont-en-Cambrésis est catégorisée ceinture urbaine, selon la nouvelle grille communale de densité à sept niveaux définie par l'Insee en 2022.
Elle est située hors unité urbaine. Par ailleurs la commune fait partie de l'aire d'attraction de Caudry, dont elle est une commune de la couronne,. Cette aire, qui regroupe 17 communes, est catégorisée dans les aires de moins de 50 000 habitants,.

### Occupation des sols
L'occupation des sols de la commune, telle qu'elle ressort de la base de données européenne d'occupation biophysique des sols Corine Land Cover (CLC), est marquée par l'importance des territoires agricoles (92,5 % en 2018), en augmentation par rapport à 1990 (84,6 %). La répartition détaillée en 2018 est la suivante : 
terres arables (86 %), zones urbanisées (7,5 %), prairies (6,5 %). L'évolution de l'occupation des sols de la commune et de ses infrastructures peut être observée sur les différentes représentations cartographiques du territoire : la carte de Cassini (XVIIIe siècle), la carte d'état-major (1820-1866) et les cartes ou photos aériennes de l'IGN pour la période actuelle (1950 à aujourd'hui).

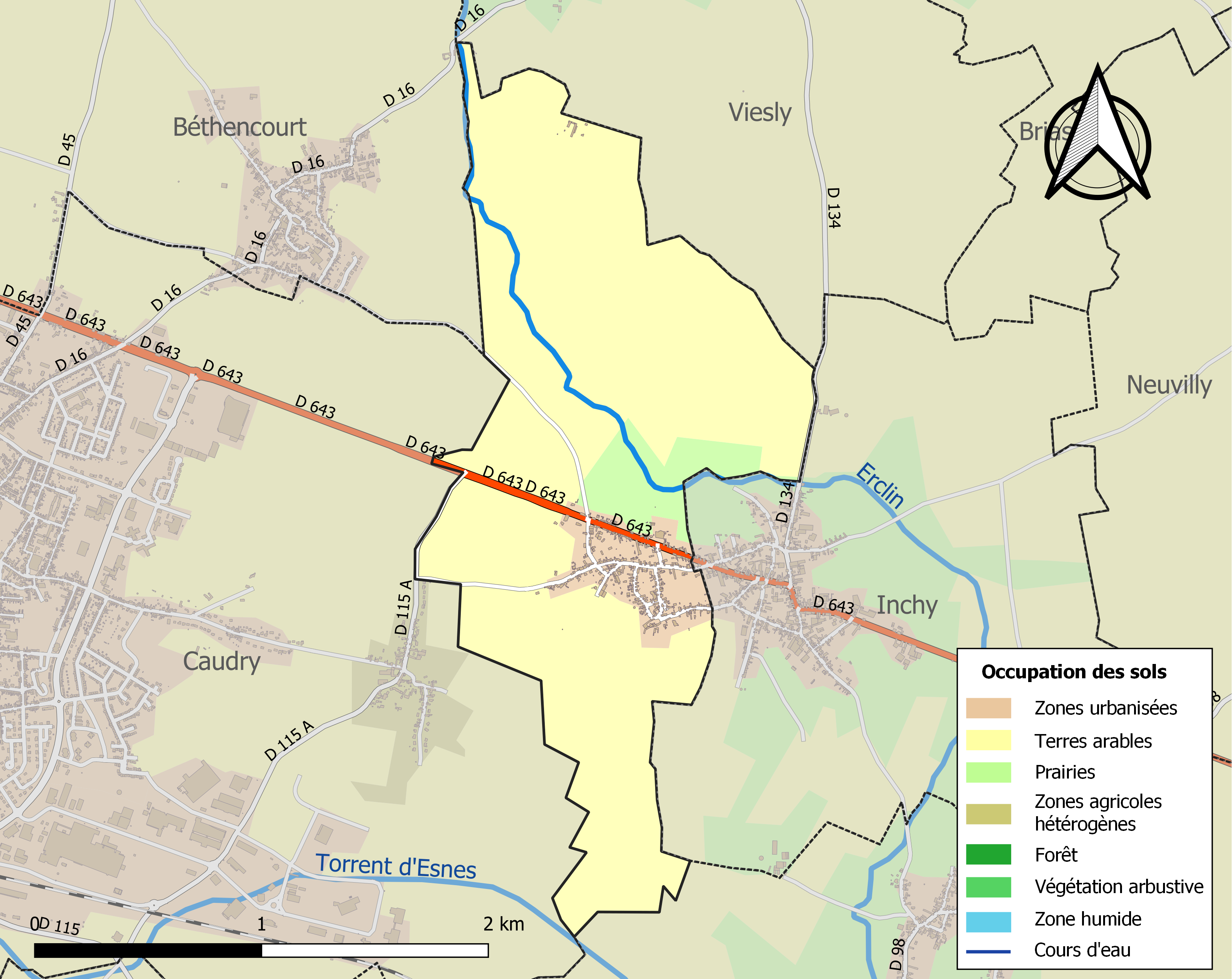
Carte des infrastructures et de l'occupation des sols de la commune en 2018 (CLC).

### Habitat et logement
En 2019, le nombre total de logements dans la commune était de 210, alors qu'il était de 206 en 2014 et de 201 en 2009.
Parmi ces logements, 90,4 % étaient des résidences principales, 0,5 % des résidences secondaires et 9,1 % des logements vacants. Ces logements étaient pour 99,5 % d'entre eux des maisons individuelles et pour 0,5 % des appartements.
Le tableau ci-dessous présente la typologie des logements à Beaumont-en-Cambrésis en 2019 en comparaison avec celle du Nord et de la France entière. Une caractéristique marquante du parc de logements est ainsi une proportion de résidences secondaires et logements occasionnels (0,5 %) inférieure à celle du département (1,6 %) mais supérieure à celle de la France entière (9,7 %). Concernant le statut d'occupation de ces logements, 81,6 % des habitants de la commune sont propriétaires de leur logement (80,9 % en 2014), contre 54,7 % pour le Nord et 57,5 pour la France entière.
| Typologie                                               | Beaumont-en-Cambrésis | Nord | France entière |
| ------------------------------------------------------- | --------------------- | ---- | -------------- |
| Résidences principales (en %)                           | 90,4                  | 90,6 | 82,1           |
| Résidences secondaires et logements occasionnels (en %) | 0,5                   | 1,6  | 9,7            |
| Logements vacants (en %)                                | 9,1                   | 7,8  | 8,2            |

## Histoire

### Temps modernes
Le village a été le centre d'un important pèlerinage consacré à Saint Laurent, dont une relique est conservée dans l'église, et qui attire alors de nombreux pèlerins qui, suivant la coutume de l'époque, séjournent sur place trois jours. Un "chemin des Pèlerins" est indiqué sur les anciens cadastres.

### Époque contemporaine
Au XIXe siècle, le village accueille de nombreuses activités textiles, dont de la bonneterie, tulle, broderie mécanique, confection.
En 1835 une prétendue sorcière fut livrée au bucher par la population, avec l'assentiment des autorités locales.
Au milieu du XIXe siècle, Charlemagne Ratte, d'origine protestante, y implante une fabrique de chicorée, l'une des 26 recensées dans le Cambrésis en 1872, qui emploie quelques habitants à la torréfaction de chicorées importées de Belgique.

## Politique et administration

### Rattachements administratifs et électoraux

#### Rattachements administratifs
La commune se trouve dans l'arrondissement de Cambrai du département du Nord.
Elle faisait partie depuis 1793 du canton du Cateau-Cambrésis. Dans le cadre du redécoupage cantonal de 2014 en France, cette circonscription administrative territoriale a disparu, et le canton n'est plus qu'une circonscription électorale.

#### Rattachements électoraux
Pour les élections départementales, la commune fait partie depuis 2014 d'un nouveau canton du Cateau-Cambrésis
Pour l'élection des députés, elle fait partie de la dixième circonscription du Nord.

### Intercommunalité
Beaumont-en-Cambrésis était membre de la communauté de communes du Pays du Coquelicot, un établissement public de coopération intercommunale (EPCI) à fiscalité propre créé fin 1993  et auquel la commune avait transféré un certain nombre de ses compétences, dans les conditions déterminées par le code général des collectivités territoriales.
Cette intercommunalité a fusionné avec la communauté de communes du Pays de Matisse pour former, le 1er janvier 2010, la communauté de communes du Caudrésis - Catésis, qui intègre en 2012 la communauté de communes de Haute Sambre-Bois l'Évêque et la communauté de communes de l'Espace Sud Cambrésis (à l'exception d'Esnes.
Le 1er janvier 2019, elle se transforme en communauté d'agglomération sous la dénomination de communauté d'agglomération du Caudrésis - Catésis, dont est ainsi membre la commune.

### Liste des maires
Maire en 1808 : Boulet.
| Période                                  | Période                       | Identité        | Étiquette | Qualité                                                          |
| ---------------------------------------- | ----------------------------- | --------------- | --------- | ---------------------------------------------------------------- |
| Les données manquantes sont à compléter. |                               |                 |           |                                                                  |
| avant 1802                               | 1807.                         | Jean B. Denimal |           |                                                                  |
| Les données manquantes sont à compléter. |                               |                 |           |                                                                  |
| 1925                                     | 1960                          | Roger Denhez    |           |                                                                  |
| mars 2002                                | 2014                          | Fabrice Baccout |           | Cadre dans un laboratoire pharmaceutique                         |
| 2014                                     | mai 2020                      | Hubert Dejardin |           |                                                                  |
| mai 2020,                                | En cours (au 2 décembre 2021) | Fabrice Baccout |           | Directeur des ventes retraité dans un laboratoire pharmaceutique |

## Équipements et services publics

### Enseignement
Beaumont-en-Cambrésis fait partie de l'académie de Lille.
La commune compte une école élémentaire

### Équipements
À la sortie du village se trouve une aire de jeux et terrain de boules (square Roger Denhez)

## Population et société

### Démographie

#### Évolution démographique
L'évolution du nombre d'habitants est connue à travers les recensements de la population effectués dans la commune depuis 1793. Pour les communes de moins de 10 000 habitants, une enquête de recensement portant sur toute la population est réalisée tous les cinq ans, les populations de référence des années intermédiaires étant quant à elles estimées par interpolation ou extrapolation. Pour la commune, le premier recensement exhaustif entrant dans le cadre du nouveau dispositif a été réalisé en 2006.

En 2022, la commune comptait 457 habitants, en évolution de +2,01 % par rapport à 2016 (Nord : +0,51 %, France hors Mayotte : +2,11 %).
| 1793 | 1800 | 1806 | 1821 | 1831 | 1836 | 1841 | 1846 | 1851 |
| ---- | ---- | ---- | ---- | ---- | ---- | ---- | ---- | ---- |
| 358  | 359  | 410  | 546  | 686  | 716  | 798  | 778  | 800  |

| 1856 | 1861 | 1866 | 1872 | 1876 | 1881 | 1886 | 1891 | 1896 |
| ---- | ---- | ---- | ---- | ---- | ---- | ---- | ---- | ---- |
| 880  | 941  | 901  | 904  | 908  | 828  | 862  | 807  | 796  |

| 1901 | 1906 | 1911 | 1921 | 1926 | 1931 | 1936 | 1946 | 1954 |
| ---- | ---- | ---- | ---- | ---- | ---- | ---- | ---- | ---- |
| 809  | 828  | 875  | 746  | 701  | 691  | 640  | 594  | 645  |

| 1962 | 1968 | 1975 | 1982 | 1990 | 1999 | 2006 | 2011 | 2016 |
| ---- | ---- | ---- | ---- | ---- | ---- | ---- | ---- | ---- |
| 671  | 626  | 559  | 518  | 500  | 422  | 461  | 467  | 448  |

| 2021 | 2022 | - | - | - | - | - | - | - |
| ---- | ---- | - | - | - | - | - | - | - |
| 452  | 457  | - | - | - | - | - | - | - |

#### Pyramide des âges
La population de la commune est relativement jeune.
En 2018, le taux de personnes d'un âge inférieur à 30 ans s'élève à 35,4 %, soit en dessous de la moyenne départementale (39,5 %). À l'inverse, le taux de personnes d'âge supérieur à 60 ans est de 30,4 % la même année, alors qu'il est de 22,5 % au niveau départemental.
En 2018, la commune comptait 204 hommes pour 241 femmes, soit un taux de 54,16 % de femmes, largement supérieur au taux départemental (51,77 %).
Les pyramides des âges de la commune et du département s'établissent comme suit.
| Hommes | Classe d’âge | Femmes |
| ------ | ------------ | ------ |
| 0,0    | 90 ou +      | 2,2    |
| 5,0    | 75-89 ans    | 10,3   |
| 23,4   | 60-74 ans    | 19,5   |
| 21,0   | 45-59 ans    | 15,4   |
| 18,3   | 30-44 ans    | 14,6   |
| 15,3   | 15-29 ans    | 15,6   |
| 17,0   | 0-14 ans     | 22,4   |

| Hommes | Classe d’âge | Femmes |
| ------ | ------------ | ------ |
| 0,5    | 90 ou +      | 1,4    |
| 5,3    | 75-89 ans    | 8,1    |
| 14,8   | 60-74 ans    | 16,2   |
| 19,1   | 45-59 ans    | 18,4   |
| 19,5   | 30-44 ans    | 18,7   |
| 20,7   | 15-29 ans    | 19,1   |
| 20,2   | 0-14 ans     | 18     |

### Manifestations culturelles et festivités
La fête communale annuelle  a lieu le dernier dimanche de juin.

## Culture et patrimoine

### Lieux et monuments

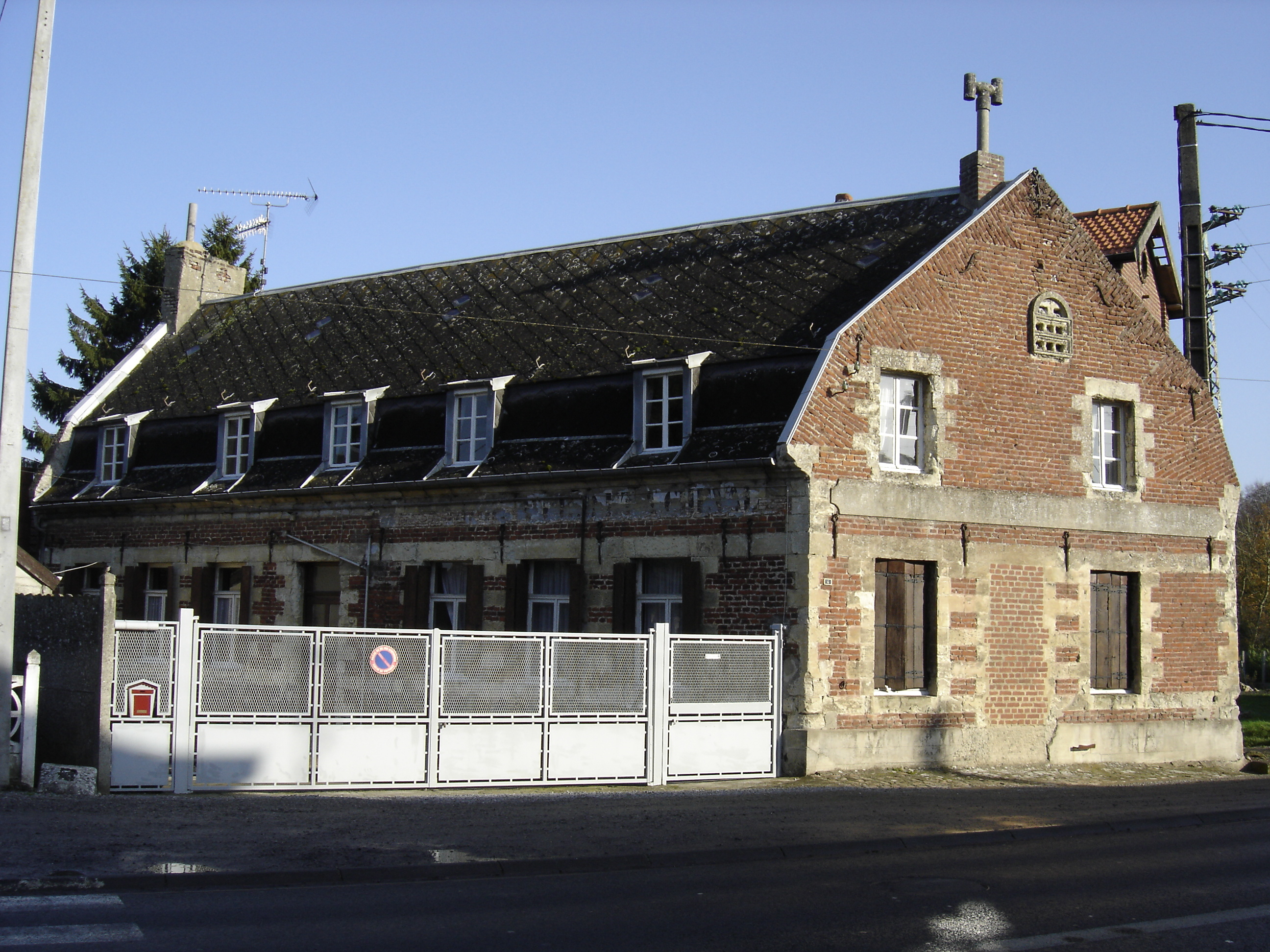
Ancienne auberge (1827).

- Église Saint-Laurent, dont le clocher-porche en pierre blanche du XVe siècle avec de puissants contreforts, décoré par un élégant portail de style ogival, est couronné d'une flèche à bulbe entourée de quatre petits clochetons, constitue l'élément le plus ancien, vestige de l'ancien édifice médiéval. Le chœur et la nef  en brique sont construits au XIXe siècle pour remplacer l'ancienne église détruite lors de la Révolution française[29].

- L'ancienne auberge, propriété privée, 4 route Nationale, relais de poste construit en 1827 en brique et de pierre bleue, avec des encadrements harpés et un toit aux combles brisés.et où l'on pouvait lire l'inscription « Ici on loge à pied ou à cheval » et les  initiales des anciens propriétaires « AM » et « SI »[30].

- Il ne reste que les fossés du château des d'Esclaibes, situé dans un bois entre Béthencourt et Inchy[1]

.

### Personnalités liées à la commune
- Rénier, seigneur de Beaumont-Saint-Hubert, sénéchal du Cambrésis, est mentionné en 1226[1] ;
- La famille d'Escaibes ou d'Esclaibes, comtes de Clairmont, acquiert en 1650 la seigneurie de Beaumont et possède le château de Clermont, situé jusqu'en 1780 sur le terroir de Béthencourt, et depuis 1780 sur le terroir d'Inchy[31],[1]. Le dernier seigneur de Clermont est Louis-Charles-Joseph d'Esclaibes de Clairmont d'Avranville, député aux États généraux de 1789 ;
- Emilien Méresse (1915-2000), footballeur international français ;
- Jean Gosselin (1931-1976), coureur cycliste.

### Héraldique
| Blason de Beaumont-en-Cambrésis | Blason  | De gueules aux trois lions d'argent.                          |
| Blason de Beaumont-en-Cambrésis | Détails |                                                               |
| Blason de Beaumont-en-Cambrésis | Alias   | D'or à trois chevrons de gueules. Selon la carte de Borrekens |

## Pour approfondir